# Fever to Tell
A 2003-as Fever to Tell a Yeah Yeah Yeahs debütáló nagylemeze.
Grammy-díjra jelölték a legjobb alternatív zenei album kategóriában, az Egyesült Királyságban arany minősítést kapott. A Maps videóklipjét 2004-ben MTV Video Music Awards-ra jelölték a legjobb művészi rendezés, legjobb operatőr, legjobb vágás és MTV2 Award kategóriákban.
Szerepel az 1001 lemez, amit hallanod kell, mielőtt meghalsz című könyvben. 2020-ban Minden idők 500 legjobb albuma listán 377. helyen szerepelt.

## Az album dalai
|     | Cím                                          | Szerző(k)       | Hossz |
| --- | -------------------------------------------- | --------------- | ----- |
| 1.  | Rich                                         | Yeah Yeah Yeahs | 3:36  |
| 2.  | Date with the Night                          | Yeah Yeah Yeahs | 2:35  |
| 3.  | Man                                          | Yeah Yeah Yeahs | 1:50  |
| 4.  | Tick                                         | Yeah Yeah Yeahs | 1:49  |
| 5.  | Black Tongue                                 | Yeah Yeah Yeahs | 2:59  |
| 6.  | Pin                                          | Yeah Yeah Yeahs | 2:00  |
| 7.  | Cold Light                                   | Yeah Yeah Yeahs | 2:16  |
| 8.  | No No No                                     | Yeah Yeah Yeahs | 5:14  |
| 9.  | Maps                                         | Yeah Yeah Yeahs | 3:39  |
| 10. | Y Control                                    | Yeah Yeah Yeahs | 4:00  |
| 11. | Modern Romance (a Poor Song rejtett számmal) | Yeah Yeah Yeahs | 7:28  |

## Közreműködők
- Brian Chase – dob, ütőhangszerek
- Karen O – ének
- Nick Zinner – minden további hangszer

### Produkció
- David Andrew Sitek, Yeah Yeah Yeahs – producer
- Chris Coady – posztprodukció
- Roger Lian – vágás
- Alan Moulder, David Andrew Sitek – keverés
- Rick Levy – asszisztens
- Howie Weinberg – mastering
- Cody Critcheloe – művészi munka

## Fordítás
- Ez a szócikk részben vagy egészben a Fever to Tell című angol Wikipédia-szócikk ezen változatának fordításán alapul.  Az eredeti cikk szerkesztőit annak laptörténete sorolja fel. Ez a jelzés csupán a megfogalmazás eredetét és a szerzői jogokat jelzi, nem szolgál a cikkben szereplő információk forrásmegjelöléseként.